# Alvina Shpadi
Alvina Andreyevna Shpadi (russisch Альвина Андреевна Шпады Alwina Andrejewna Schpady; * 31. Januar 1935 in Mary welaýaty, TuSSR; † 22. Juni 2019) war eine Künstlerin und Konservatorin in Usbekistan. Als langjährige Restauratorin im Kunstmuseum Nukus setzte sie sich für den Erhalt der Bestände des Museums ein und förderte gleichzeitig traditionelle karakalpakische Textiltechniken.

## Leben
Shpady studierte an der Schota Rustaweli Turkmenischen Staatlichen Kunstschule in der turkmenischen Hauptstadt Aşgabat und schloss ihr Studium 1957 ab. Anschließend kehrte sie für einige Jahre nach Baýramaly zurück, wo sie Kunst an einer Sekundarschule unterrichtete und als Kartografin für Geologen arbeitete. Im Jahr 1960 zog sie in die UsSSR und ließ sich in Nukus nieder, wo sie an der regionalen Abteilung der Akademie der Wissenschaften von Usbekistan zu arbeiten begann. Dort lernte sie den Künstler und Sammler Igor Sawizki kennen und begann eine langjährige Arbeitspartnerschaft mit ihm.
1962 verließ sie Nukus für mehrere Jahre, um Textilien zu studieren. Zunächst am Ostrowski-Institut in Taschkent (heute Usbekische Staatliche Institut für Kunst und Kultur) und dann am Moskauer Staatlichen Textil-Institut. Nach ihrer Rückkehr nach Nukus im Jahr 1969 wurde sie Textilrestauratorin im Kunstmuseum Nukus, das von Sawizki gegründet wurde und eine bedeutende Sammlung russischer Avantgarde beherbergt. Den Großteil ihrer Karriere verbrachte sie im Kunstmuseum Nukus, arbeitete eng mit Sawizki zusammen und restaurierte Gemälde sowie Textilien und andere Kunstobjekte. Sie setzte sich auch für die Förderung und Erhaltung traditioneller Textiltechniken und Volkskunst in der Region ein.
Shpady produzierte auch ihre eigene künstlerische Arbeit, darunter Gemälde und traditionelle Textilien wie Suzani. Als Künstlerin interessierte sie sich insbesondere für Monumentalismus und Darstellungen von Karakalpakistan. Sie illustrierte auch verschiedene Bücher, darunter ein Buch von Sawizki über Angewandte Kunst bei den Karakalpaken. Darüber hinaus entwarf sie Kostüme und Bühnenbilder für Bühne und Film und arbeitete mit dem Karakalpakischen Staatlichen Musiktheater und dem Film „Nepokornaja“ (Непокорная) von 1981 zusammen.
Im Jahr 2015 wurde Shpady beschuldigt, bei der Restaurierung von Nikolai Karachans Gemälde „Frauen beim Tulpenpflücken“, das in der bedeutenden Ausstellung „Wiedergeborene Meisterwerke“ gezeigt wurde, Fälschungen begangen zu haben. Obwohl die Anschuldigung von ihren Kollegen als unbegründet angesehen wurde, war die Ausstellung des Gemäldes in anderen Museen bis Mai 2019 eingeschränkt, als die Vorwürfe vollständig fallen gelassen wurden.
Shpadys Familie kehrte in den 1990er-Jahren nach Deutschland zurück, aber entschied sich, in Usbekistan zu bleiben. Sie wurde als Verdiente Kulturschaffende der Republik Karakalpakistan anerkannt. Sie starb im Juni 2019 im Alter von 84 Jahren. Im folgenden Jahr organisierte das Kunstmuseum Nukus zu Ehren ihres 85. Geburtstags die Ausstellung „Eine weitere Facette des Talents“.